# Saison 2015 de l'équipe cycliste Androni Giocattoli-Sidermec

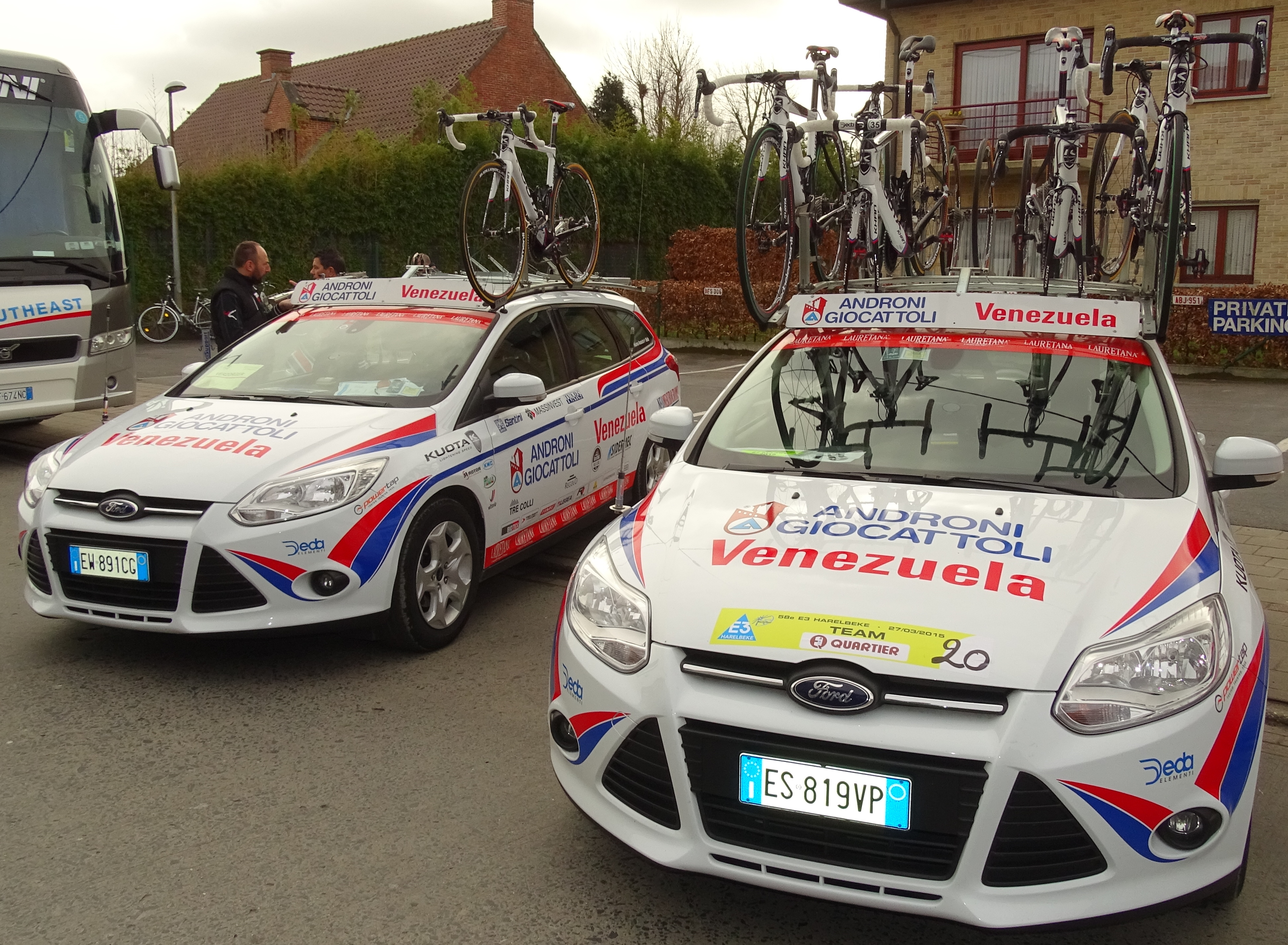
Deux voitures de l'équipe lors du Grand Prix E3 2015.

La saison 2015 de l'équipe cycliste Androni Giocattoli-Sidermec est la vingtième de cette équipe. L'équipe s'appelle Androni Giocattoli du 1er janvier au 2 avril inclus.

## Préparation de la saison 2015

### Arrivées et départs
| Arrivées          | Équipe 2014                          |
| ----------------- | ------------------------------------ |
| Davide Appollonio | AG2R La Mondiale                     |
| Marco Benfatto    | Astana Continental                   |
| Francesco Chicchi | Neri Sottoli                         |
| John Ebsen        | CCN                                  |
| Oscar Gatto       | Cannondale                           |
| Carlos Giménez    | Maltinti Lampadari-Banca di Cambiano |
| Alberto Nardin    | Overall                              |
| František Padour  | NetApp-Endura                        |
| Simone Stortoni   | Amore & Vita-Selle SMP               |
| Fabio Taborre     | Neri Sottoli                         |
| Serghei Tvetcov   | Jelly Belly-Maxxis                   |

| Départs            | Équipe 2015        |
| ------------------ | ------------------ |
| Manuel Belletti    | Southeast          |
| Omar Bertazzo      |                    |
| Matteo Di Serafino |                    |
| Patrick Facchini   |                    |
| Johnny Hoogerland  | Roompot            |
| Carlos José Ochoa  |                    |
| Antonio Parrinello | D'Amico Bottecchia |
| Diego Rosa         | Astana             |
| Nicola Testi       |                    |
| Kenny van Hummel   |                    |

## Coureurs et encadrement technique

### Effectif
| Cycliste             | Date de naissance | Nationalité | Équipe 2014                          |  |
| -------------------- | ----------------- | ----------- | ------------------------------------ |  |
| Davide Appollonio    | 2 juin 1989       | Italie      | AG2R La Mondiale                     |  |
| Marco Bandiera       | 12 juin 1984      | Italie      | Androni Giocattoli-Venezuela         |  |
| Marco Benfatto       | 6 janvier 1988    | Italie      | Astana Continental                   |  |
| Francesco Chicchi    | 27 novembre 1980  | Italie      | Neri Sottoli                         |  |
| Tiziano Dall'Antonia | 26 juillet 1983   | Italie      | Androni Giocattoli-Venezuela         |  |
| John Ebsen           | 15 novembre 1988  | Danemark    | CCN                                  |  |
| Marco Frapporti      | 30 mars 1985      | Italie      | Androni Giocattoli-Venezuela         |  |
| Carlos Gálviz        | 27 octobre 1989   | Venezuela   | Androni Giocattoli-Venezuela         |  |
| Oscar Gatto          | 1er janvier 1985  | Italie      | Cannondale                           |  |
| Carlos Giménez       | 7 mai 1995        | Venezuela   | Maltinti Lampadari-Banca di Cambiano |  |
| Yonder Godoy         | 19 avril 1993     | Venezuela   | Androni Giocattoli-Venezuela         |  |
| Alberto Nardin       | 30 avril 1990     | Italie      | Overall                              |  |
| František Padour     | 18 janvier 1988   | Tchéquie    | NetApp-Endura                        |  |
| Franco Pellizotti    | 15 janvier 1978   | Italie      | Androni Giocattoli-Venezuela         |  |
| Jackson Rodríguez    | 25 février 1985   | Venezuela   | Androni Giocattoli-Venezuela         |  |
| Emanuele Sella       | 9 janvier 1981    | Italie      | Androni Giocattoli-Venezuela         |  |
| Simone Stortoni      | 7 juillet 1985    | Italie      | Amore & Vita-Selle SMP               |  |
| Fabio Taborre        | 5 juin 1985       | Italie      | Neri Sottoli                         |  |
| Alessio Taliani      | 11 octobre 1990   | Italie      | Androni Giocattoli-Venezuela         |  |
| Serghei Tvetcov      | 29 octobre 1988   | Roumanie    | Jelly Belly-Maxxis                   |  |
| Gianfranco Zilioli   | 5 mars 1990       | Italie      | Androni Giocattoli-Venezuela         |  |
| Andrea Zordan        | 11 juillet 1992   | Italie      | Androni Giocattoli-Venezuela         |  |
| Stagiaire            | Date de naissance | Nationalité | Équipe 2015                          |  |
| Massimiliano Barbero | 16 septembre 1991 | Italie      | Cerone-Rodman-Rafi                   |  |
| Mattia Viel          | 22 avril 1995     | Italie      | Chambéry CF                          |  |
| Michele Viola        | 24 mars 1992      | Italie      | GFDD Altopack                        |  |

Portraits
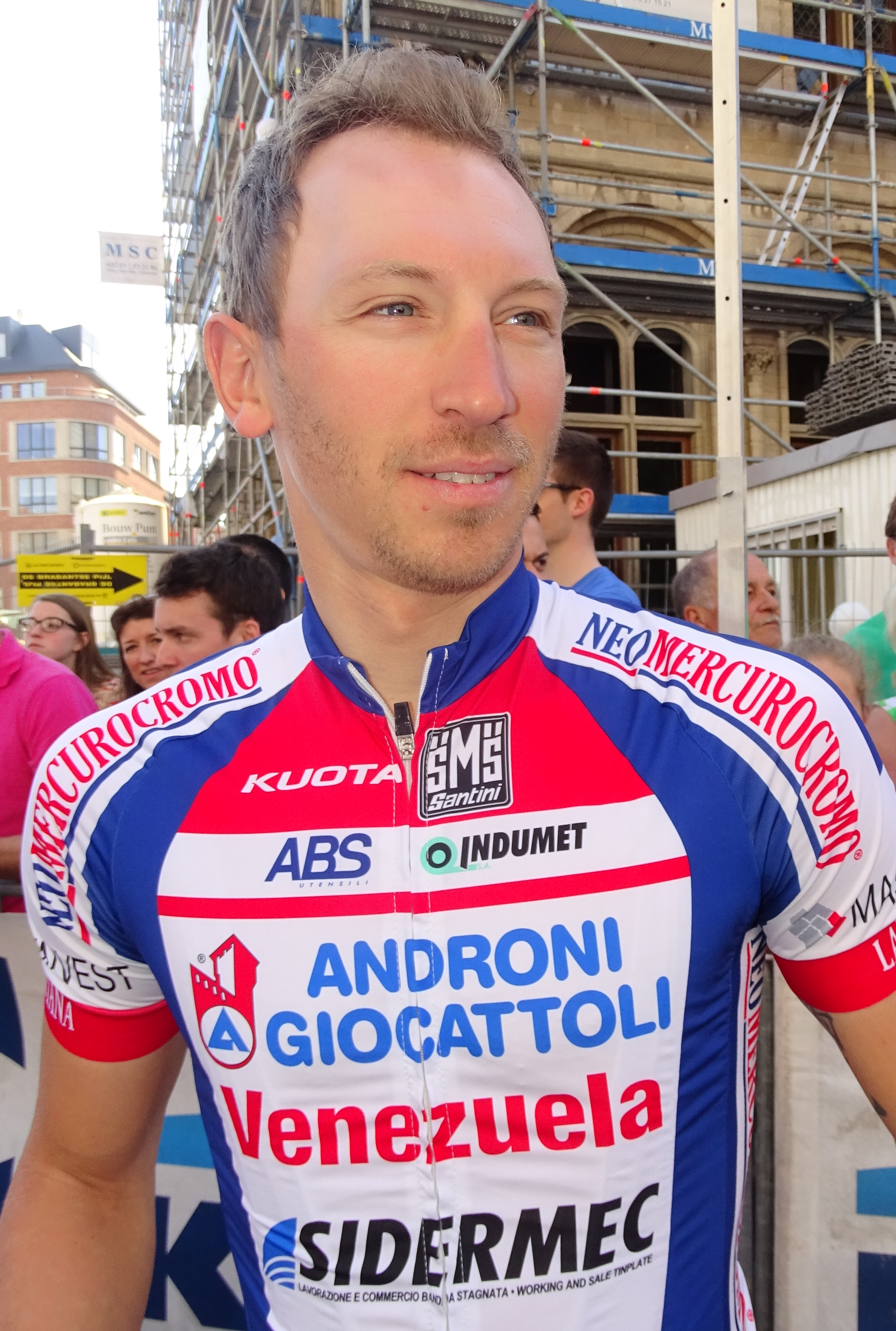
Marco Bandiera.
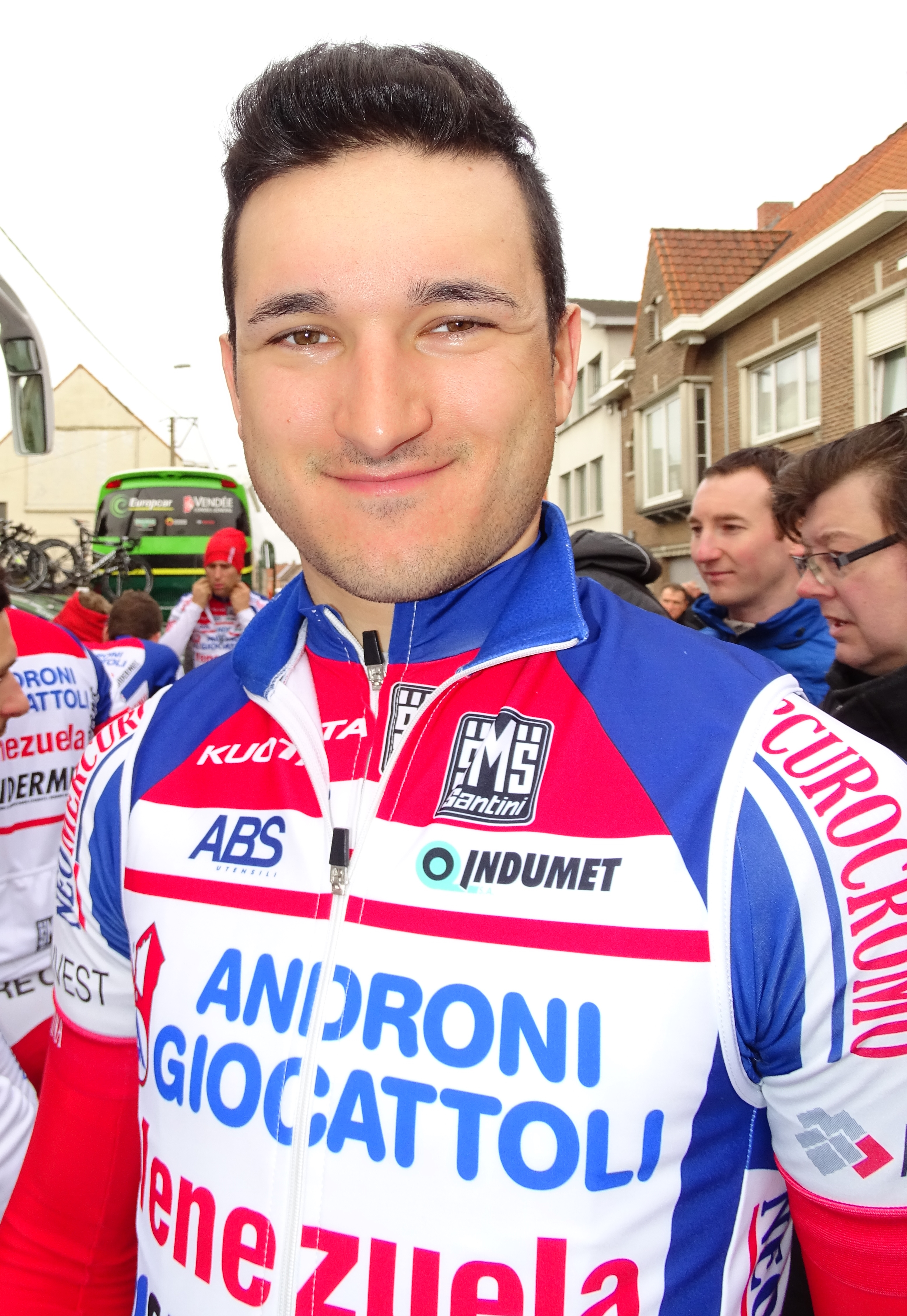
Marco Benfatto.
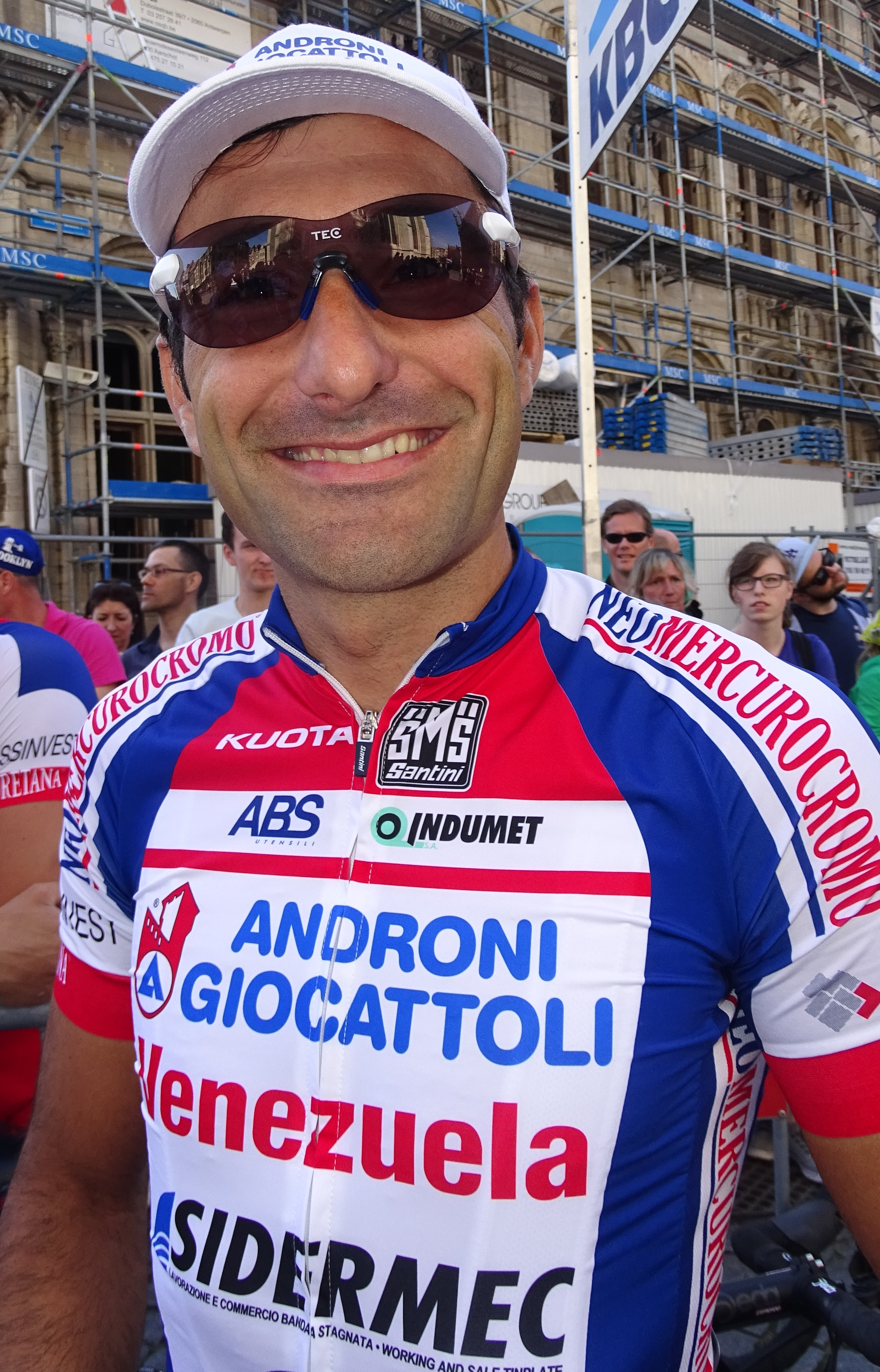
Francesco Chicchi.
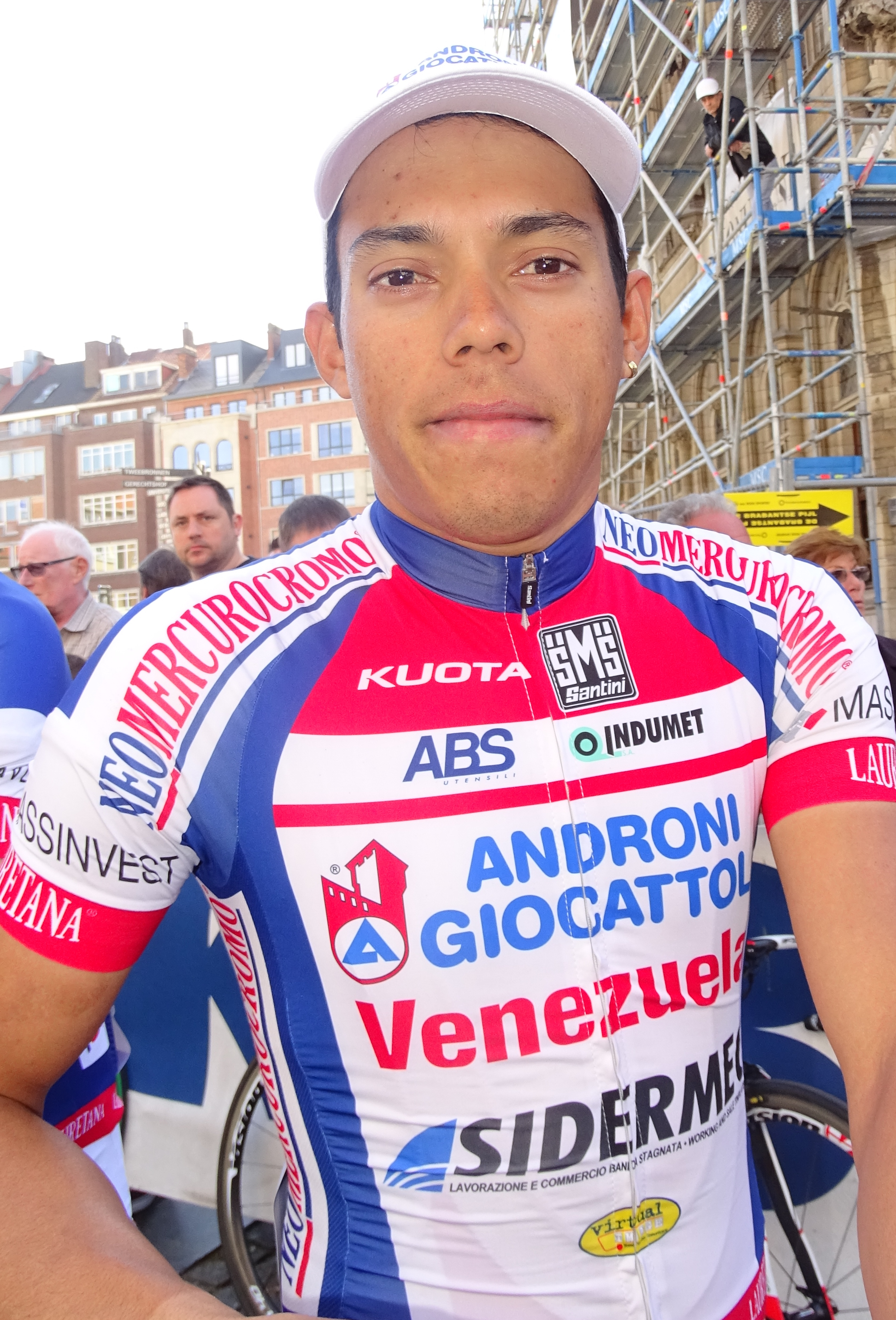
Carlos Gálviz.
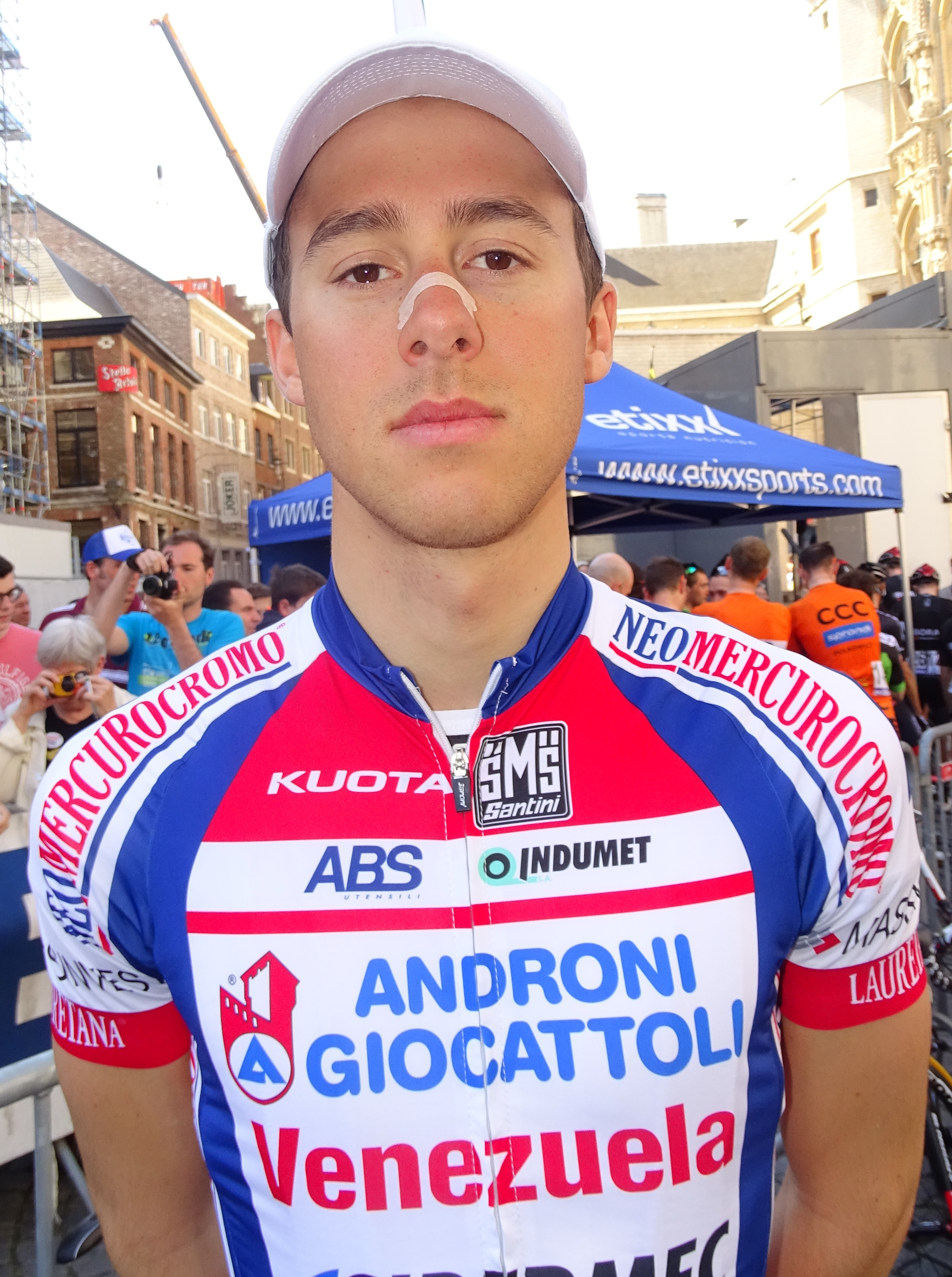
Alberto Nardin.
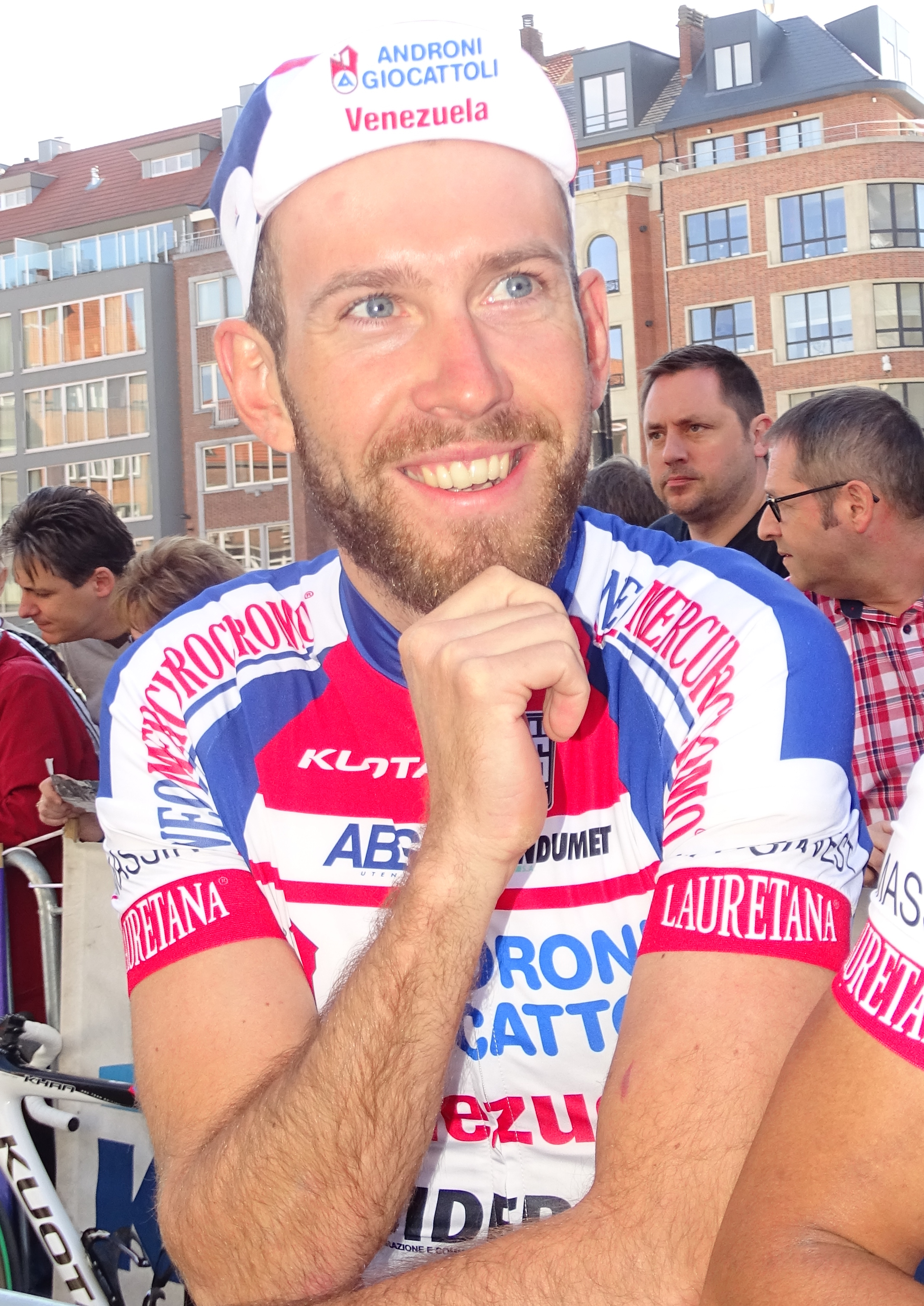
František Padour.
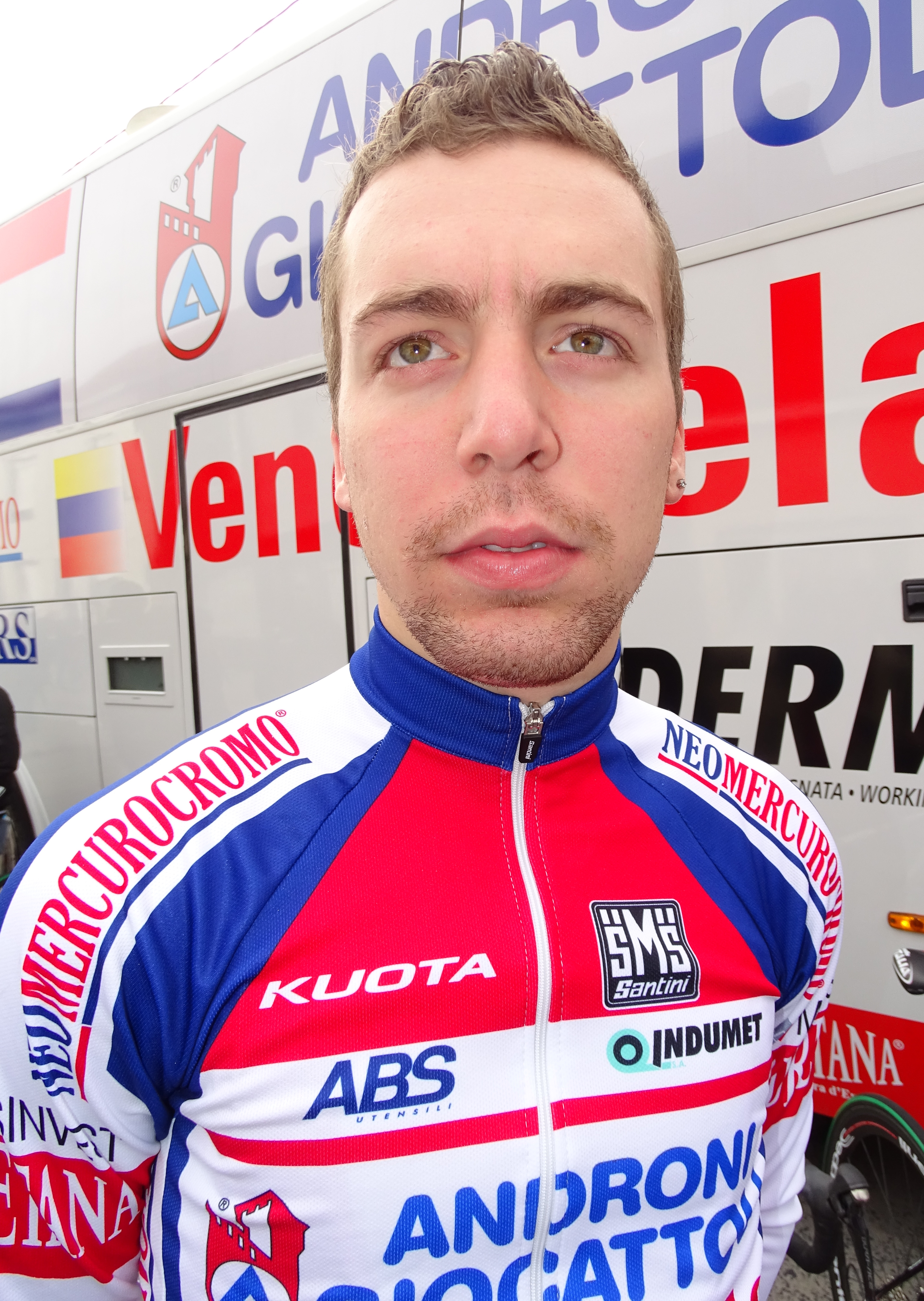
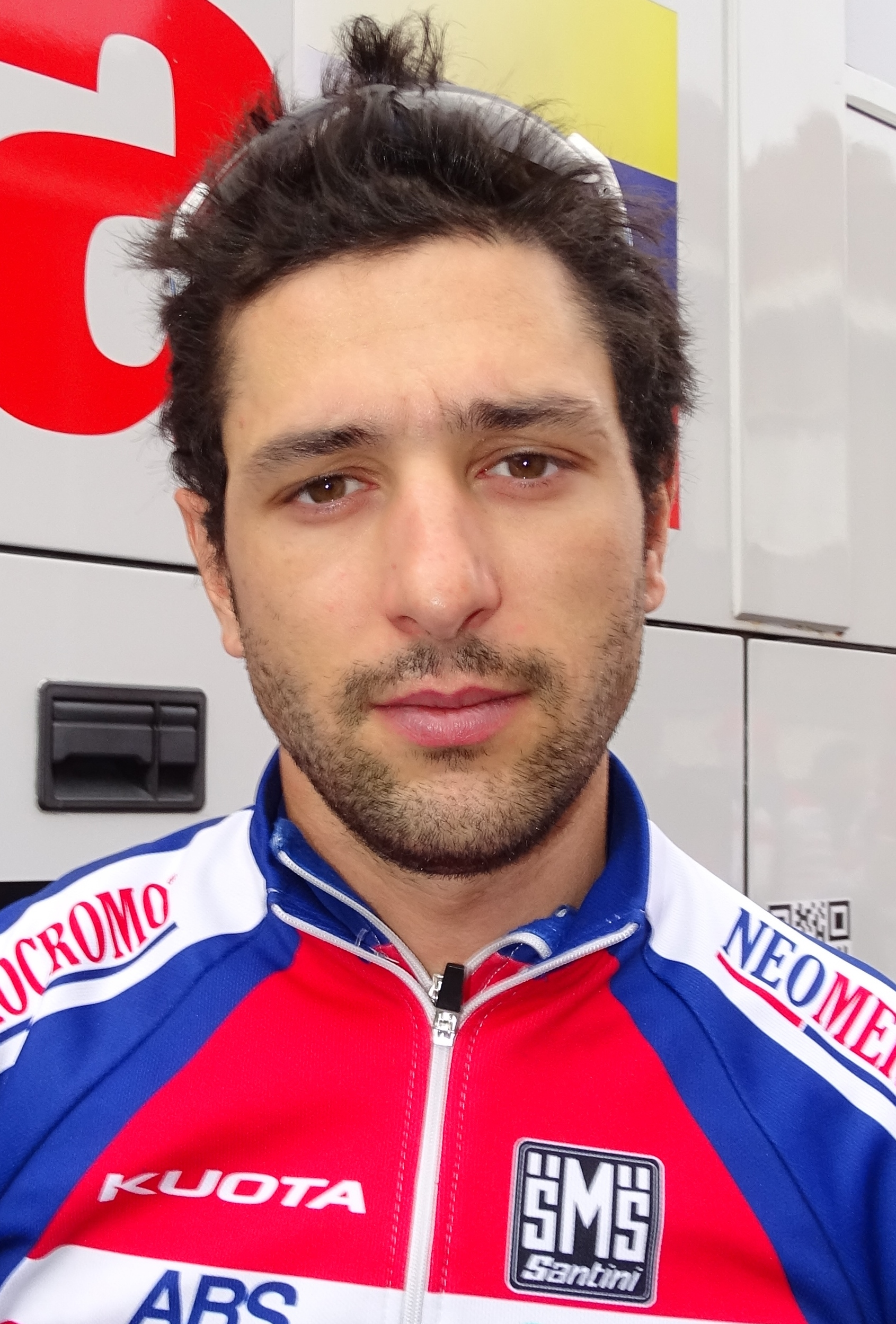
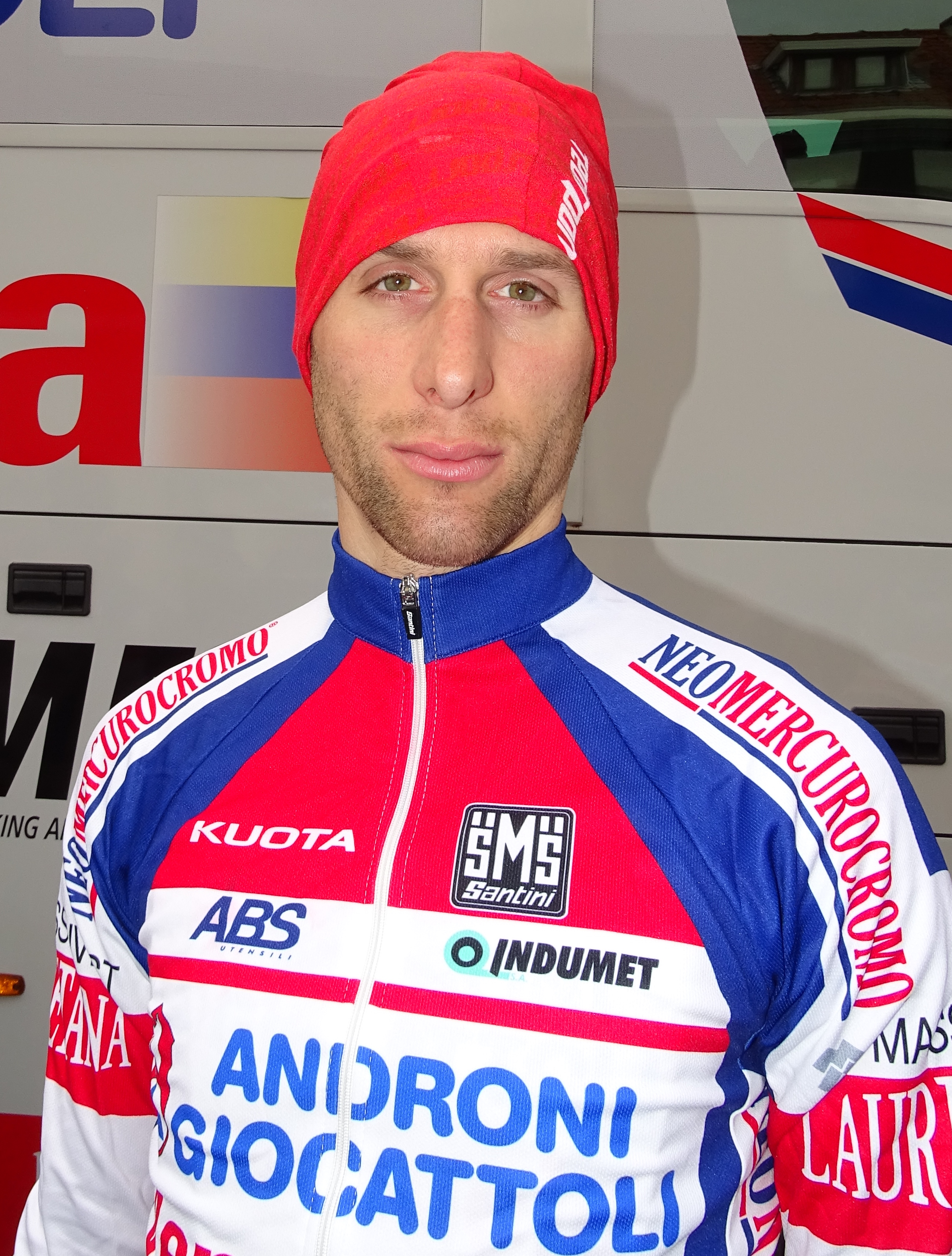
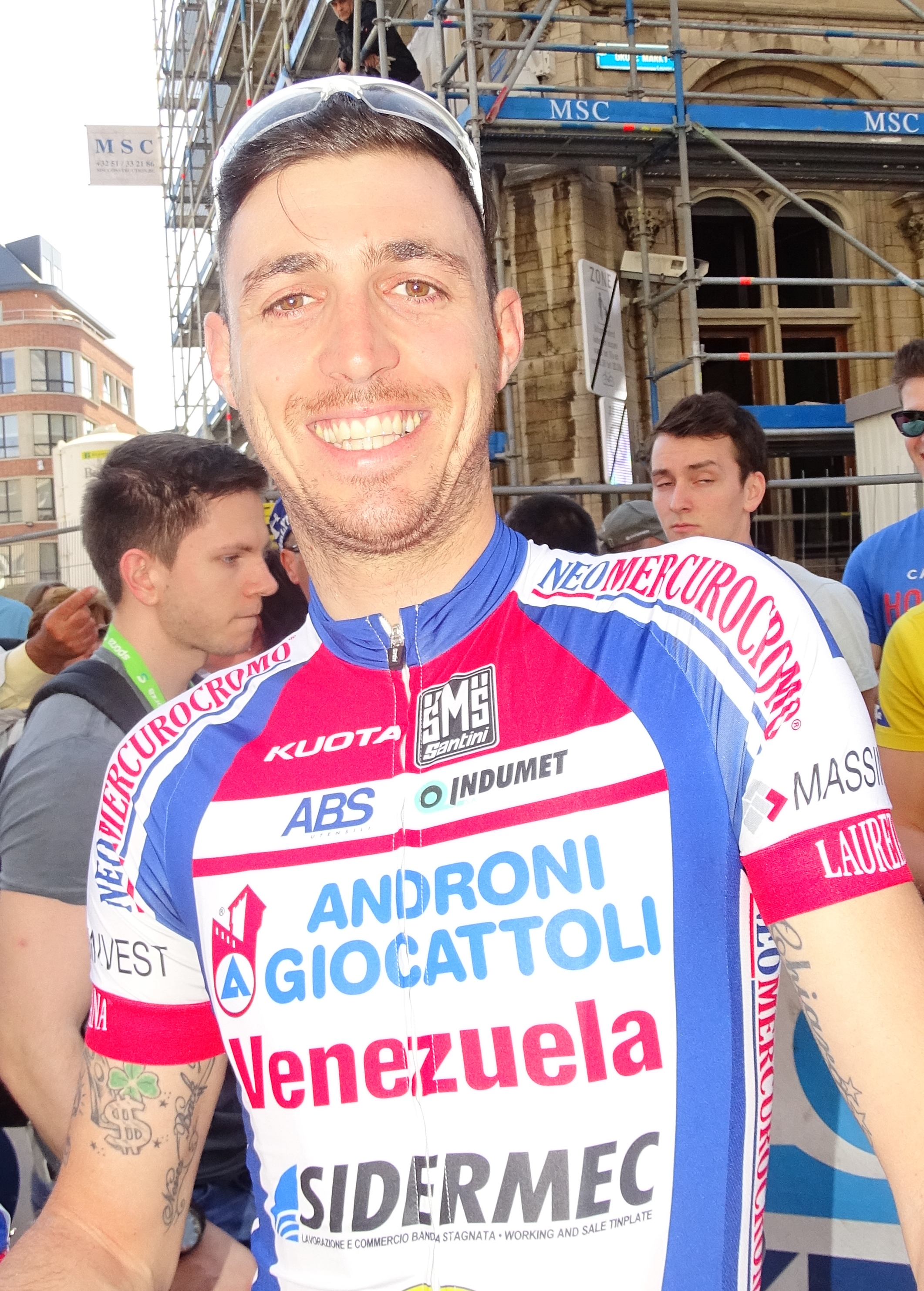
Fabio Taborre.

## Bilan de la saison

### Victoires
| Date       | Course                                                 | Pays      | Classe | Vainqueur         |
| ---------- | ------------------------------------------------------ | --------- | ------ | ----------------- |
| 13/01/2015 | 5e étape du Tour du Táchira                            | Venezuela | 2.2    | Carlos Gálviz     |
| 28/03/2015 | 3e étape de la Semaine internationale Coppi et Bartali | Italie    | 2.1    | Francesco Chicchi |
| 17/06/2015 | 6e étape du Tour du Venezuela                          | Venezuela | 2.2    | Francesco Chicchi |
| 26/06/2015 | Championnat du Venezuela du contre-la-montre espoirs   | Venezuela | CN     | Yonder Godoy      |
| 26/06/2015 | Championnat du Venezuela du contre-la-montre           | Venezuela | CN     | Yonder Godoy      |
| 27/06/2015 | Championnat de Roumanie du contre-la-montre            | Roumanie  | CN     | Serghei Tvetcov   |
| 28/06/2015 | Championnat de Roumanie sur route                      | Roumanie  | CN     | Serghei Tvetcov   |
| 02/07/2015 | 1re étape du Sibiu Cycling Tour                        | Roumanie  | 2.1    | Oscar Gatto       |
| 04/07/2015 | 3e étape du Sibiu Cycling Tour                         | Roumanie  | 2.1    | Alessio Taliani   |
| 05/07/2015 | 4e étape du Sibiu Cycling Tour                         | Roumanie  | 2.1    | Oscar Gatto       |

### Résultats sur les courses majeures
Les tableaux suivants représentent les résultats de l'équipe dans les principales courses du calendrier international dans lesquelles l'équipe bénéficie d'une invitation. Pour chaque épreuve est indiqué le meilleur coureur de l'équipe, son classement ainsi que les accessits glanés par Androni Giocattoli-Sidermec sur les courses de trois semaines.

#### Classiques
| Classique            | Milan-San Remo    | Tour des Flandres | Paris-Roubaix | Liège-Bastogne-Liège | Tour de Lombardie       |
| -------------------- | ----------------- | ----------------- | ------------- | -------------------- | ----------------------- |
| Coureur (classement) | Oscar Gatto (43e) | Oscar Gatto (47e) | Non invitée   | Non invitée          | Franco Pellizotti (49e) |

#### Grands tours
| Grand tour           | Tour d'Italie           | Tour de France | Tour d'Espagne |
| -------------------- | ----------------------- | -------------- | -------------- |
| Coureur (classement) | Franco Pellizotti (24e) | Non invitée    | Non invitée    |
| Accessits            |                         | -              | -              |

### Classements UCI

#### UCI America Tour
L'équipe Androni Giocattoli-Sidermec termine à la 14e place de l'America Tour avec 86 points. Ce total est obtenu par l'addition des points des huit meilleurs coureurs de l'équipe au classement individuel,.
| Rang | Coureur           | Points |
| ---- | ----------------- | ------ |
| 100  | Carlos Gálviz     | 31     |
| 165  | Francesco Chicchi | 18     |
| 234  | Jackson Rodríguez | 12     |
| 246  | Yonder Godoy      | 10     |
| 377  | Serghei Tvetcov   | 5      |
| 377  | Marco Benfatto    | 5      |
| 410  | Carlos Giménez    | 3      |
| 447  | Oscar Gatto       | 2      |

#### UCI Oceania Tour
L'équipe Androni Giocattoli-Sidermec termine à la 11e place de l'Oceania Tour avec 13 points. Ce total est obtenu par l'addition des points des huit meilleurs coureurs de l'équipe au classement individuel, cependant seuls deux coureurs sont classés,.
| Rang | Coureur              | Points |
| ---- | -------------------- | ------ |
| 25   | Franco Pellizotti    | 11     |
| 60   | Tiziano Dall'Antonia | 2      |